# Pałac w Targoszynie
Pałac w Targoszynie – zabytkowy pałac w Targoszynie – wsi w województwie dolnośląskim, w powiecie jaworskim, w gminie Mściwojów.
Targoszyn położony jest około 10 kilometrów na wschód od Jawora. Z miasta powiatowego dojazd drogą wojewódzką nr 363 w kierunku Luboradza, a następnie drogą lokalną Snowidza – Targoszyn. Zespół pałacowo-folwarczny (nr 28) znajduje się w centrum wioski, na zachód od głównej ulicy.

## Historia
Pałac w Targoszynie został ufundowany po 1765 roku przez Karla Andreasa Samuela barona von Richthofena. Rezydencję wzmiankowano w dokumentach z 1830 i 1845 roku. Siedziba von Richthofenów została całkowicie przekształcona pod koniec XIX wieku według projektu architekta Becka. W związku z tą gruntowną przebudową część opracowań przyjmuje 1897 rok za datę budowy pałacu.  
Rezydencja w Targoszynie wraz z folwarkiem została zajęta przez wojska radzieckie w 1945 roku. Żołnierze Armii Czerwonej przebywali w majątku do 1947 roku, po czym został on przekazany władzom polskim. Zabudowania znalazły się w gestii Przedsiębiorstwa Państwowego Rolniczo-Doświadczalnego w Targoszynie.  
W latach 1962–1964 zabytek był remontowany. Mieściły się w nim biura Zakładu Doświadczalnego Wojewódzkiego Ośrodka Postępu Rolniczego oraz mieszkania pracowników zakładu. W 1985 roku przeprowadzono kolejny remont pałacu, który obejmował m.in. odnowienie elewacji. Za ten remont Wojewódzki Ośrodek Postępu Rolniczego w Piotrowicach – Rolniczy Zakład Doświadczalny w Targoszynie w 1986 roku otrzymał wyróżnienie w konkursie na najlepszego użytkownika obiektu zabytkowej architektury. W rezydencji nadal mieściły się biura i mieszkania, a w jej otoczeniu co roku organizowano plenery malarskie.  
W latach 90. XX wieku pałac przeszedł pod zarząd Agencji Własności Rolnej Skarbu Państwa. Przez całą dekadę nie prowadzono remontów bieżących, miały za to miejsce dewastacje. W rezultacie, kiedy w 2001 roku zabytek przejął Urząd Gminy w Mściwojowie wymagał już prac restauracyjnych. Jeszcze w tym samym roku gmina podpisała umowę ze Stowarzyszeniem na Rzecz Promocji Dolnego Śląska o prowadzeniu wspólnego przedsięwzięcia pod nazwą Centrum Kultury, Edukacji i Promocji “Dom Śląski”. W ramach umowy zarządca organizował w pałacu cykliczne zajęcia ceramiczno-malarskie dla dzieci i młodzieży. Na terenie parku odbywały się Międzynarodowe Zawody Sportowo-Pożarnicze oraz Międzynarodowy Plener Malarski. W 2009 roku pałac był jednak opuszczony, choć w dobrym stanie. W 2016 roku zabytek pozostawał opuszczony, jego stan w ciągu kilku lat znacznie się pogorszył. Obecnie częściowo zniszczone są balustrady tarasów, z zdegradowanych, zawilgoconych elewacji odpada płatami tynk, sypią się szczyty, przez nieszczelności w dachu do wnętrz dostaje się woda, co prowadzi do poważnych uszkodzeń stropów. Do niedawna dobrze utrzymany zabytek, jest znacznie bardziej zagrożony niż mogłoby się wydawać na pierwszy rzut oka, przy tylko zewnętrznych oględzinach. 
Od 2020 roku obiektem opiekuje się Fundacja Marysieńka, której celem jest przywrócenie kompleksowi dawnej świetności.

## Opis
Budynek, który przetrwał do dziś jest obiektem eklektycznym, o cechach neorenesansowych. Pałac zbudowano na planie zbliżonym do kwadratu, jest podpiwniczony, posiada dwie kondygnacje oraz częściowo użytkowe poddasze, nakryte wysokim dachem czterospadowym z powiekami i świetlikami. Na osi fasady wydatny ryzalit z głównym wejściem ozdobionym portalem. Elewacje urozmaicają neorenesansowe szczyty, ryzality, gzymsy, opaski wokół okien, loggia oraz tarasy. Układ wnętrz pałacu trzytraktowy.
W lukarnie (szczycie) przy dachu umieszczone są herby rodziny Manfreda von Richthofena (1855-1939) i jego żony Luisy von Gerlach (ur. 1866). Lukarna znajduje się  po lewej stronie nad portykiem wspartym czterema kolumnami korynckimi, zwieńczonym balkonem (tarasem). Od zaplecza pałac posiada ryzalit po lewej stronie i absydę z balkonem. Obiekt kryty dachem czterospadowym jest częścią zespołu pałacowego, w skład którego wchodzą jeszcze: kilkuhektarowy park krajobrazowy założony w 1879 roku według projektu Eduarda Petzolda dla Ullricha von Richtofena, przekształcany na przełomie XIX i XX wieku oraz po II wojnie światowej.

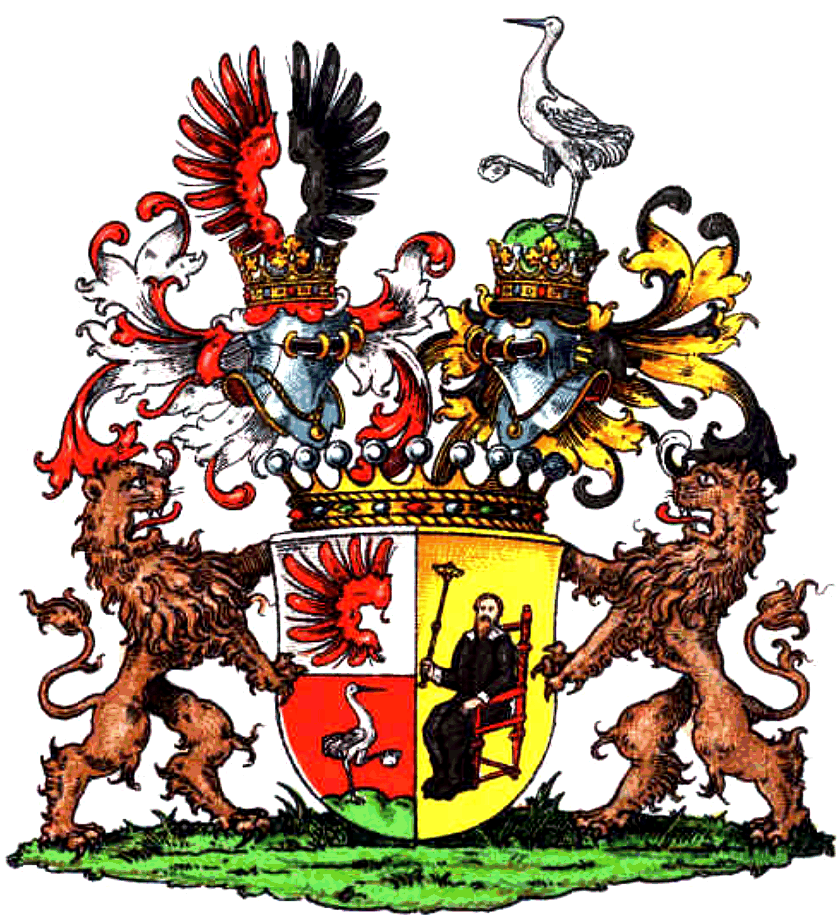
Herb Manfreda Richtofena (1855-1939)
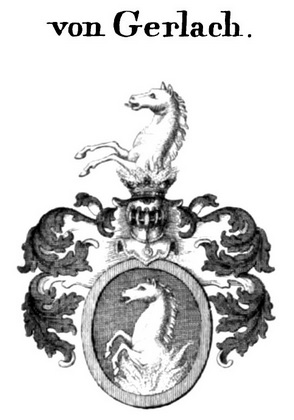
Herb Luisy von Gerlach (ur. 1866)

Obecnie wśród drzew w parku wyróżnia się okaz platana klonolistnego, warto jednak również zwrócić uwagę na buki odmiany czerwonolistnej, klony zwyczajne, graby pospolite, dęby czerwone, klony jawory oraz srebrzyste. Drzewa iglaste reprezentuje jodła jednobarwna. Na południowy wschód od pałacu prostokątny dziedziniec folwarczny otoczony przez oficynę mieszkalną, dwie oficyny gospodarcze.